# Jason Nevins
Jason Nevins (New York, 1972) è un disc jockey e produttore discografico statunitense.
Nei primi anni novanta iniziò a pubblicare remix di genere house, ma ottenne il successo internazionale quando, nel 1997, pubblicò una nuova versione di "It's Like That" dei Run DMC sotto il nome di Run DMC vs. Jason Nevins, raggiungendo la posizione #1 in oltre 30 nazioni.
Nevins fece seguire "It's Like That" da una serie di remix hip house, incluse le canzoni "It's Tricky" dei Run DMC, "We Want Some Pussy" dei 2 Live Crew e "Insane in the Brain" dei Cypress Hill. Nel 2001 iniziò ad aggiungere influenze rock ai suoi lavori, lavorando su tracce di artisti vari come N.E.R.D, Duran Duran e The Bloodhound Gang. Nevins pubblicò anche un proprio disco nell'ottobre del 2004, The Funk Rocker, e con la sigla UKNY ebbe un buon successo con "I'm In Heaven", cantata da Holly James. Molti pezzi di Jason sono usati per film, videogiochi e spot pubblicitari.

## The Funk Rocker
1. Alive
2. In The Main Man
3. Body Mind Spirit
4. Bad Boy Bass
5. I Wanna Get Off
6. Git Money
7. Stay Down Sucka
8. Here I Come
9. He's My Drug
10. Go Fuck Yourself
11. Rock Yo Body
12. Fetish
13. Don't Make Me Wait
14. Vision Of Love